# Tonica (programma televisivo)
Tonica è stato un programma televisivo italiano di genere late show musicale andato in onda dal 15 febbraio al 29 marzo 2022 tutti i martedì in seconda serata su Rai 2, con la conduzione di Andrea Delogu.

## Il programma
Il programma si proponeva l'intento di raccontare la musica e i suoi protagonisti sotto un profilo inedito e irriverente svelandone un lato più intimo e quindi più “tonico”, da cui il titolo del programma. In ogni puntata, inoltre, gli ospiti si esibivano anche dal vivo.
La prima edizione del programma è andata in onda il martedì in seconda serata dal 15 febbraio al 29 marzo 2022 per sette puntate.

## Edizioni
| Edizione | Anno | Conduzione    | Periodo          | Periodo       | Puntate | Regia               |
| Edizione | Anno | Conduzione    | Inizio           | Fine          | Puntate | Regia               |
| -------- | ---- | ------------- | ---------------- | ------------- | ------- | ------------------- |
| 1ª       | 2022 | Andrea Delogu | 15 febbraio 2022 | 29 marzo 2022 | 7       | Cristiano D'Alisera |

## Puntate e ascolti

### Prima edizione (2022)
| Puntata | Messa in onda    | Ospiti | Ascolti        | Ascolti |
| Puntata | Messa in onda    | Ospiti | Telespettatori | Share   |
| ------- | ---------------- | --- | -------------- | ------- |
| 1       | 15 febbraio 2022 | Gaia, Matteo Romano, Gué Pequeno, Stefano De Martino, Angelina Mango, Gabriele Vagnato, Bruno Vanzan, Gabriele Muccino, Carlotta Vagnoli (in videochiamata), Drusilla Foer (in videochiamata) | 462000         | 7,40%   |
| 2       | 22 febbraio 2022 | Valerio Lundini, Michele Bravi, Giusy Ferreri, Gemitaiz, Gabriele Vagnato, Alberto Matano, Sorelle Pompadour, Bruno Vanzan, Giovanni Floris (in videochiamata)                                | 423000         | 6,60%   |
| 3       | 1º marzo 2022    | Noemi, La Rappresentante di Lista, Anastasio, Caffellatte, SixOneSix, Francesco Cicconetti, Giancarlo Commare, Andrea Scanzi (in videochiamata)                                               | 330000         | 5,20%   |
| 4       | 8 marzo 2022     | Aka 7even, Highsnob e Hu, Tiromancino, Ginevra, Giorgia Soleri, Giancarlo Magalli, Andi Nganso (in videochiamata), Pif (in videochiamata)                                                     | 367000         | 5,90%   |
| 5       | 15 marzo 2022    | Emis Killa, Le Vibrazioni, Tananai, Mira, Ema Stokholma, Saverio Raimondo, Raissa e Momo, Francesca Fagnani                                                                                   | 280000         | 4,46%   |
| 6       | 22 marzo 2022    | Ditonellapiaga, Coma Cose, Fulminacci, Svegliaginevra, Nuzzo e Di Biase, Gigi Marzullo, Tasnim Ali, Massimo Ranieri (in videochiamata)                                                        | 315000         | 5,48%   |
| 7       | 29 marzo 2022    | Giovanni Truppi, Fabrizio Moro, The Kolors, Esseho, Walter Delogu, Beppe Vessicchio, Emanuela Fanelli, Momoka Banana (in videochiamata), Nek (in videochiamata)                               | 508000         | 7,90%   |
| Media   | Media            | Media | 383000         | 6,13%   |

## Audience
| Edizione | Rete televisiva | Anno | Stagione          | Programmazione | Programmazione | Programmazione | Programmazione | Programmazione | Programmazione | Programmazione | Collocazione   | Telespettatori | Share |
| Edizione | Rete televisiva | Anno | Stagione          | L              | M              | M              | G              | V              | S              | D              | Collocazione   | Telespettatori | Share |
| -------- | --------------- | ---- | ----------------- | -------------- | -------------- | -------------- | -------------- | -------------- | -------------- | -------------- | -------------- | -------------- | ----- |
| 1ª       | Rai 2           | 2022 | inverno-primavera |                |                |                |                |                |                |                | Seconda serata | 383000         | 6,13% |